# Ibatia demuneri
Ibatia demuneri är en oleanderväxtart som först beskrevs av Goes och Fontella, och fick sitt nu gällande namn av Morillo. Ibatia demuneri ingår i släktet Ibatia och familjen oleanderväxter. Inga underarter finns listade i Catalogue of Life.